# Coupe Mitropa 1983-1984
Navigation
Édition précédente Édition suivante
La Coupe Mitropa 1983-1984 est la quarante-quatrième édition de la Coupe Mitropa. Elle est disputée par quatre clubs provenant de quatre pays européens. Le SC Eisenstadt remporte le titre.

## Compétition
| Rang | Équipe        | Pts | J | G | N | P | Bp | Bc | Diff |  | Résultats (▼ dom., ► ext.) |     |     | Drapeau de la Tchécoslovaquie |     |
| ---- | ------------- | --- | - | - | - | - | -- | -- | ---- |  | -------------------------- | --- | --- | ----------------------------- | --- |
| 1    | SC Eisenstadt | 8   | 6 | 3 | 2 | 1 | 13 | 12 | +1   |  | SC Eisenstadt              |     | 4-2 | 1-1                           | 2-1 |
| 2    | FK Pristina   | 7   | 6 | 2 | 3 | 1 | 13 | 11 | +2   |  | FK Pristina                | 3-3 |     | 2-0                           | 4-2 |
| 3    | Union Teplice | 6   | 6 | 2 | 2 | 2 | 10 | 9  | +1   |  | Unions Teplice             | 4-1 | 1-1 |                               | 3-2 |
| 4    | Vasas         | 3   | 6 | 1 | 1 | 4 | 9  | 13 | -4   |  | Vasas                      | 1-2 | 1-1 | 2-1                           |     |